# Rock turc
 (mars 2015).
Si vous disposez d'ouvrages ou d'articles de référence ou si vous connaissez des sites web de qualité traitant du thème abordé ici, merci de compléter l'article en donnant les références utiles à sa vérifiabilité et en les liant à la section « Notes et références ».
Le rock turc, ou rock anatolien, est un genre musical mêlant rock et musique populaire turque. Le style est popularisé dans les années 1960 par des artistes comme Cem Karaca, Barış Manço, Erkin Koray, Fikret Kızılok et Murat Ses ou le groupe Moğollar.

## Histoire
Le rock fait son apparition en Turquie à la fin des années 1950 avec l'arrivée de The Shadows. Le style se développe durant les décennies suivantes grâce à la popularité croissante de la musique occidentale avec la diffusion de rock britannique et américain comme les Beatles, les Rolling Stones, Led Zeppelin, Yes, Status Quo et Omega. En parallèle à l'arrivée de ces groupes, la société turque commence à être parcourue par des changements significatifs dans sa culture et ses mentalités notamment avec l'amélioration du niveau d'éducation et l'avènement d'une démocratie multi-partiste dans le pays.
Le quotidien turc Hürriyet voyant le genre musical se répandre, décide d'organiser l'Altin Mikrofon (le Microphone d'Or) un concours ouvert aux groupes amateurs. Afin de pouvoir se présenter au concours, les participants devaient jouer avec des instruments électriques occidentaux mais écrire leurs textes en turc et introduire des sonorités orientales dans leurs compositions. La première édition en 1965 a vu se présenter 41 artistes et formations dont seulement dix furent retenus pour l'enregistrement de leurs morceaux et d'une tournée dans les grandes villes du pays (Ankara, Adana, Izmir et Istanbul). À l'issue d'un vote, Yıldırım Gürses remporte ce premier concours suivi des groupes Mavi Işıklar et Silüetler. Ce concours est réédité chaque année jusqu'en 1968, et permet à de nombreux artistes de se faire connaitre. Le concours est organisé de nouveau en 1972 par le journal Günaydın puis en 1979 par le journal Saklambaç.
De 1966 à 1975, le rock psychédélique devient très populaire en Turquie notamment grâce au travail du guitariste Erkin Koray. D'autres musiciens ou groupes ont permis de populariser le style tels Cem Karaca ou Moğollar dont les albums Safinaz et Düm-tek menèrent le rock anatolien vers une voie plus progressive. En 1971, le groupe Moğollar remporte le grand prix du disque de l'Académie Charles-Cros pour leur album Danses et Rythmes de la Turquie d'Hier à Aujourd'hui. Le claviériste Murat Ses, auteur des compositions de l'album, est considéré comme le père de l'Anadolu Pop (Pop anatolienne en français).

## Groupes connexes
Durant les dernières décennies le rock turc se diversifie en même temps que la diffusion d'autres genres musicaux apparentés au rock. De nombreux groupes se sont créés adoptant des styles allant du grunge au heavy metal en passant par le rapcore. Dès lors, le rock anatolien réfère à la fusion entre les différents mouvement rock venus d'Occident avec des sonorités traditionnelles de la musique turque ou encore de la musique rock avec des paroles écrites en turc. Parmi ces groupes on peut citer Mor ve Ötesi, Gece Yolcuları, Almôra, Kurban, Kargo, Duman, Vega, Çilekeş, Redd, Makine, Gripin, Replikas et maNga ainsi que des artistes tels Haluk Levent, Kâzım Koyuncu, Şebnem Ferah, Gültekin KAAN, Barış Akarsu, Ogün Sanlısoy, Demir Demirkan, Hayko Cepkin, Aslı Gökyokuş, Nev, Aylin Aslım, Emre Aydın, Özlem Tekin et Teoman.
La fin des années 1980 assiste à la naissance de plusieurs groupes de metal comme Mezarkabul (Pentagram), Diken, Volvox et Dr. Skull. Il existe de nombreux festivals de musique rock en Turquie dont les plus célèbres sont Rock'n Coke, RockIstanbul, Masstival, Radar Live, Unirock Open Air Festival, Rock Station Festival, Barışarock et le Sonisphere Festival.